# Sofie Ribbing

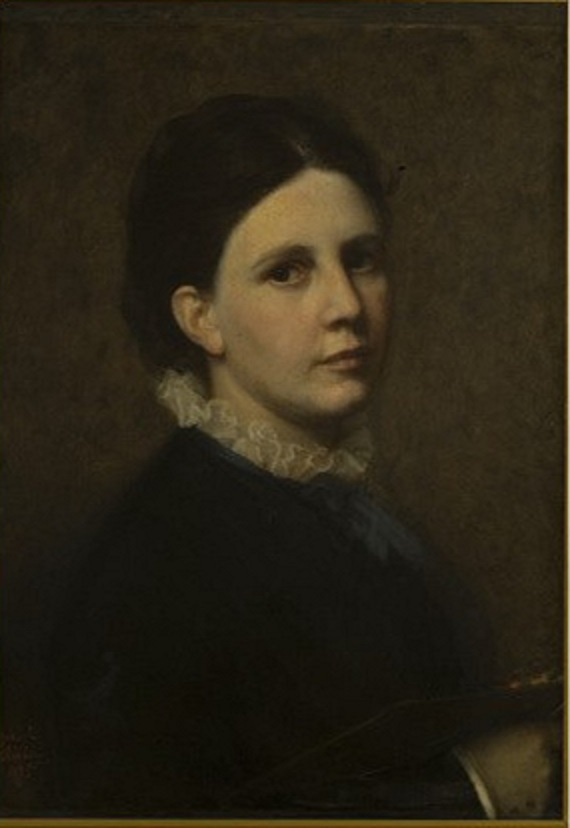
Sofie Ribbing, Autoritratto (Uffizi)

Sofie Amalia Ribbing (Adelöv, 6 marzo 1835 – Oslo, 7 dicembre 1894) è stata una pittrice svedese.

## Biografia
Sofie Ribbing, nata in un borgo nella provincia svedese di Småland, era figlia del governatore Per Arvid Ribbing e di Carolina Augusta Ehrencrona. A partire dal 1850 Sofie fu istruita nell'arte della pittura, prima a Stoccolma, alla Reale Accademia delle Belle Arti, quindi presso l'Accademia di belle arti di Düsseldorf, sotto la guida di Karl Ferdinand Sohn che divenne poi presidente dell'Accademia. A Parigi Sofie Ribbing studiò con Ange Tissier e a Bruxelles con il pittore e incisore belga Louis Gallait, che è stato prima docente e poi presidente dell'Accademia reale di scienze, lettere e belle arti del Belgio. Nel 1866 presentò dipinti al Salon di Bruxelles, identificandosi come una delle allieve di Gallait.
Fece lunghi soggiorni a Londra e all'Aia, A Roma si recò più volte e nel 1870 era in compagnia della sua amica pittrice svedese Agnes Börjesson.

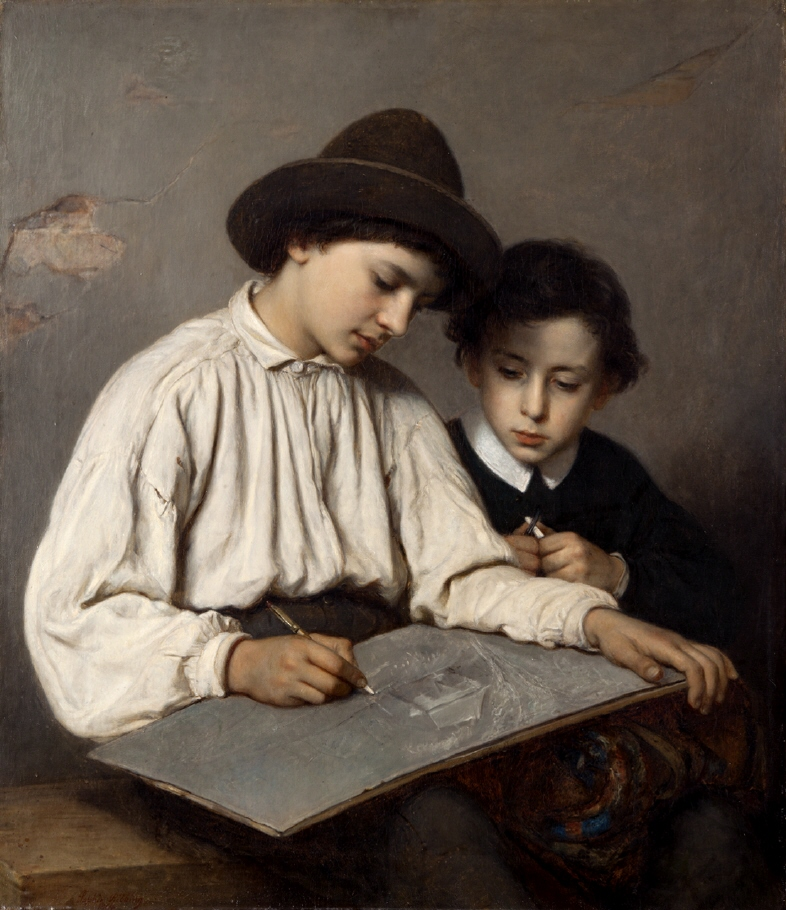
Sofie Ribbing, Ragazzi che disegnano (1864 o 1866)

Si specializzò nei ritratti e nella pittura di genere e dipinse delicati interni di famiglia, come Ragazzi che disegnano (1866 o 1864), tela che è conservata al Göteborgs Konstmuseum. Altri suoi dipinti sono: Bambino mendicante a Napoli,  esposto a Göteborg nel 1881, e La figlia del giardiniere.  Uno Studio per ritratto, dipinto a Roma nel 1860, è alla Galleria nazionale di Oslo; il Ritratto di Helena Nyblom è al Museo nazionale di Stoccolma.
Sofie Ribbing è morta a Christiania, antico nome di Oslo. Sue note biografiche sono apparse sull'enciclopedia svedese Nordisk familjebok, ad vocem, nei volumi pubblicati nel 1889 e nel 1916.
Un suo Autoritratto, datato 1875, è compreso nella Collezione di autoritratti agli Uffizi, pervenuto nel 1881, a seguito del legato testamentario di Carolina Lungstrass di Bonn. Esposto in una mostra agli Uffizi, nel 2010.